# 화수목
화수목(본명: 신민정, 1994년 11월 20일 ~ )는 대한민국의 가수이다.2012년 5월 걸그룹 타이니지의 멤버로 데뷔, 메인보컬을 담당하며 활동했다. 하지만 두각을 나타낸 멤버 민도희의 배우 활동이 잦아지고 타이니지 완전체 활동이 불가능해지자, 2014년 11월 동료 멤버 민트와 함께 타이니지M이라는 유닛을 구성, 태국에서 활동했다.

## 학력
- 선일여자고등학교 졸업

## 앨범
- 2014년 MBC 앙큼한 돌싱녀 OST 〈케미〉 (with 도희)

## 출연 작품

### TV

#### 게스트
- MBC 《세바퀴》236회 (2014.1.25.)
- SBS 《도전 1000곡》288회 (2014.3.2.)

## 학력
- 선일여자고등학교

## 가족 관계
- 탤런트 진구 (삼촌)